# Miracle (Ilse DeLange)
Miracle is de tweede single van het album Incredible van de Nederlandse zangeres Ilse DeLange. Met het uitbrengen van Miracle werd gewacht vanwege het grote succes van haar eerdere single So Incredible, die het 40 weken uithield in de Single Top 100. In de Mega Top 50 stond het nummer één week op de eerste plaats. Het is de titelsong van de romantische dramafilm Bride Flight. In juni 2008 werd bekend dat DeLange deze titelsong mocht schrijven en zingen.

## Achtergrondinformatie
Het nummer Miracle werd goed ontvangen door de media. Mede dankzij haar eerdere single So Incredible werd Ilse DeLange getipt door vele recensenten, waaronder Perez Hilton. Hij is mede verantwoordelijk voor het succes van verschillende artiesten.

## Videoclip
De videoclip van Miracle werd opgenomen in december 2008. In tegenstelling tot het nummer zelf, werd de videoclip slechts met gemengde kritieken ontvangen. In de videoclip is vooral gebruikgemaakt van beelden uit de film Bride Flight. Vele recensenten waren van mening dat de videoclip niet de schoonheid uitstraalt die het nummer wel laat voelen.

## Hitnotering
| "Miracle" in de Nederlandse Top 40 - binnen 24-01-2009 | "Miracle" in de Nederlandse Top 40 - binnen 24-01-2009 | "Miracle" in de Nederlandse Top 40 - binnen 24-01-2009 | "Miracle" in de Nederlandse Top 40 - binnen 24-01-2009 | "Miracle" in de Nederlandse Top 40 - binnen 24-01-2009 | "Miracle" in de Nederlandse Top 40 - binnen 24-01-2009 | "Miracle" in de Nederlandse Top 40 - binnen 24-01-2009 | "Miracle" in de Nederlandse Top 40 - binnen 24-01-2009 | "Miracle" in de Nederlandse Top 40 - binnen 24-01-2009 | "Miracle" in de Nederlandse Top 40 - binnen 24-01-2009 | "Miracle" in de Nederlandse Top 40 - binnen 24-01-2009 | "Miracle" in de Nederlandse Top 40 - binnen 24-01-2009 | "Miracle" in de Nederlandse Top 40 - binnen 24-01-2009 | "Miracle" in de Nederlandse Top 40 - binnen 24-01-2009 | "Miracle" in de Nederlandse Top 40 - binnen 24-01-2009 | "Miracle" in de Nederlandse Top 40 - binnen 24-01-2009 | "Miracle" in de Nederlandse Top 40 - binnen 24-01-2009 | "Miracle" in de Nederlandse Top 40 - binnen 24-01-2009 | "Miracle" in de Nederlandse Top 40 - binnen 24-01-2009 | "Miracle" in de Nederlandse Top 40 - binnen 24-01-2009 | "Miracle" in de Nederlandse Top 40 - binnen 24-01-2009 | "Miracle" in de Nederlandse Top 40 - binnen 24-01-2009 |
| Week                                                   | 1                                                      | 2                                                      | 3                                                      | 4                                                      | 5                                                      | 6                                                      | 7                                                      | 8                                                      | 9                                                      | 10                                                     | 11                                                     | 12                                                     | 13                                                     | 14                                                     | 15                                                     | 16                                                     | 17                                                     | 18                                                     | 19                                                     | 20                                                     |                                                        |
| ------------------------------------------------------ | ------------------------------------------------------ | ------------------------------------------------------ | ------------------------------------------------------ | ------------------------------------------------------ | ------------------------------------------------------ | ------------------------------------------------------ | ------------------------------------------------------ | ------------------------------------------------------ | ------------------------------------------------------ | ------------------------------------------------------ | ------------------------------------------------------ | ------------------------------------------------------ | ------------------------------------------------------ | ------------------------------------------------------ | ------------------------------------------------------ | ------------------------------------------------------ | ------------------------------------------------------ | ------------------------------------------------------ | ------------------------------------------------------ | ------------------------------------------------------ | ------------------------------------------------------ |
| Nummer                                                 | 37                                                     | 25                                                     | 13                                                     | 12                                                     | 6                                                      | 6                                                      | 3                                                      | 1                                                      | 1                                                      | 2                                                      | 2                                                      | 5                                                      | 5                                                      | 5                                                      | 8                                                      | 9                                                      | 13                                                     | 23                                                     | 29                                                     | 37                                                     | uit                                                    |

| "Miracle" in de Mega Top 50 - binnen 24-01-2009 | "Miracle" in de Mega Top 50 - binnen 24-01-2009 | "Miracle" in de Mega Top 50 - binnen 24-01-2009 | "Miracle" in de Mega Top 50 - binnen 24-01-2009 | "Miracle" in de Mega Top 50 - binnen 24-01-2009 | "Miracle" in de Mega Top 50 - binnen 24-01-2009 | "Miracle" in de Mega Top 50 - binnen 24-01-2009 | "Miracle" in de Mega Top 50 - binnen 24-01-2009 | "Miracle" in de Mega Top 50 - binnen 24-01-2009 | "Miracle" in de Mega Top 50 - binnen 24-01-2009 | "Miracle" in de Mega Top 50 - binnen 24-01-2009 | "Miracle" in de Mega Top 50 - binnen 24-01-2009 | "Miracle" in de Mega Top 50 - binnen 24-01-2009 | "Miracle" in de Mega Top 50 - binnen 24-01-2009 | "Miracle" in de Mega Top 50 - binnen 24-01-2009 | "Miracle" in de Mega Top 50 - binnen 24-01-2009 | "Miracle" in de Mega Top 50 - binnen 24-01-2009 | "Miracle" in de Mega Top 50 - binnen 24-01-2009 | "Miracle" in de Mega Top 50 - binnen 24-01-2009 | "Miracle" in de Mega Top 50 - binnen 24-01-2009 | "Miracle" in de Mega Top 50 - binnen 24-01-2009 | "Miracle" in de Mega Top 50 - binnen 24-01-2009 |
| Week                                            | 1                                               | 2                                               | 3                                               | 4                                               | 5                                               | 6                                               | 7                                               | 8                                               | 9                                               | 10                                              | 11                                              | 12                                              | 13                                              | 14                                              | 15                                              | 16                                              | 17                                              | 18                                              | 19                                              | 20                                              |                                                 |
| ----------------------------------------------- | ----------------------------------------------- | ----------------------------------------------- | ----------------------------------------------- | ----------------------------------------------- | ----------------------------------------------- | ----------------------------------------------- | ----------------------------------------------- | ----------------------------------------------- | ----------------------------------------------- | ----------------------------------------------- | ----------------------------------------------- | ----------------------------------------------- | ----------------------------------------------- | ----------------------------------------------- | ----------------------------------------------- | ----------------------------------------------- | ----------------------------------------------- | ----------------------------------------------- | ----------------------------------------------- | ----------------------------------------------- | ----------------------------------------------- |
| Nummer                                          | 30                                              | 20                                              | 11                                              | 5                                               | 6                                               | 1                                               | 3                                               | 3                                               | 4                                               | 4                                               | 4                                               | 3                                               | 5                                               | 7                                               | 7                                               | 9                                               | 19                                              | 28                                              | 34                                              | 43                                              | uit                                             |

| "Miracle" in de Nederlandse Single Top 100 - binnen 24-01-2009 | "Miracle" in de Nederlandse Single Top 100 - binnen 24-01-2009 | "Miracle" in de Nederlandse Single Top 100 - binnen 24-01-2009 | "Miracle" in de Nederlandse Single Top 100 - binnen 24-01-2009 | "Miracle" in de Nederlandse Single Top 100 - binnen 24-01-2009 | "Miracle" in de Nederlandse Single Top 100 - binnen 24-01-2009 | "Miracle" in de Nederlandse Single Top 100 - binnen 24-01-2009 | "Miracle" in de Nederlandse Single Top 100 - binnen 24-01-2009 | "Miracle" in de Nederlandse Single Top 100 - binnen 24-01-2009 | "Miracle" in de Nederlandse Single Top 100 - binnen 24-01-2009 | "Miracle" in de Nederlandse Single Top 100 - binnen 24-01-2009 | "Miracle" in de Nederlandse Single Top 100 - binnen 24-01-2009 | "Miracle" in de Nederlandse Single Top 100 - binnen 24-01-2009 | "Miracle" in de Nederlandse Single Top 100 - binnen 24-01-2009 | "Miracle" in de Nederlandse Single Top 100 - binnen 24-01-2009 | "Miracle" in de Nederlandse Single Top 100 - binnen 24-01-2009 | "Miracle" in de Nederlandse Single Top 100 - binnen 24-01-2009 | "Miracle" in de Nederlandse Single Top 100 - binnen 24-01-2009 | "Miracle" in de Nederlandse Single Top 100 - binnen 24-01-2009 | "Miracle" in de Nederlandse Single Top 100 - binnen 24-01-2009 | "Miracle" in de Nederlandse Single Top 100 - binnen 24-01-2009 | "Miracle" in de Nederlandse Single Top 100 - binnen 24-01-2009 | "Miracle" in de Nederlandse Single Top 100 - binnen 24-01-2009 | "Miracle" in de Nederlandse Single Top 100 - binnen 24-01-2009 | "Miracle" in de Nederlandse Single Top 100 - binnen 24-01-2009 | "Miracle" in de Nederlandse Single Top 100 - binnen 24-01-2009 |
| Week                                                           | 1                                                              | 2                                                              | 3                                                              | 4                                                              | 5                                                              | 6                                                              | 7                                                              | 8                                                              | 9                                                              | 10                                                             | 11                                                             | 12                                                             | 13                                                             | 14                                                             | 15                                                             | 16                                                             | 17                                                             | 18                                                             | 19                                                             | 20                                                             | 21                                                             | 22                                                             | 23                                                             | 24                                                             |                                                                |
| -------------------------------------------------------------- | -------------------------------------------------------------- | -------------------------------------------------------------- | -------------------------------------------------------------- | -------------------------------------------------------------- | -------------------------------------------------------------- | -------------------------------------------------------------- | -------------------------------------------------------------- | -------------------------------------------------------------- | -------------------------------------------------------------- | -------------------------------------------------------------- | -------------------------------------------------------------- | -------------------------------------------------------------- | -------------------------------------------------------------- | -------------------------------------------------------------- | -------------------------------------------------------------- | -------------------------------------------------------------- | -------------------------------------------------------------- | -------------------------------------------------------------- | -------------------------------------------------------------- | -------------------------------------------------------------- | -------------------------------------------------------------- | -------------------------------------------------------------- | -------------------------------------------------------------- | -------------------------------------------------------------- | -------------------------------------------------------------- |
| Nummer                                                         | 21                                                             | 20                                                             | 22                                                             | 6                                                              | 7                                                              | 4                                                              | 3                                                              | 2                                                              | 6                                                              | 5                                                              | 4                                                              | 3                                                              | 6                                                              | 9                                                              | 6                                                              | 9                                                              | 13                                                             | 15                                                             | 18                                                             | 24                                                             | 25                                                             | 40                                                             | 53                                                             | 97                                                             | uit                                                            |

### NPO Radio 2 Top 2000
| Nummer met noteringen in de NPO Radio 2 Top 2000 | '09 | '10 | '11 | '12 | '13 | '14 | '15 | '16 | '17  | '18 | '19 | '20 | '21  | '22  | '23  | '24  |
| ------------------------------------------------ | --- | --- | --- | --- | --- | --- | --- | --- | ---- | --- | --- | --- | ---- | ---- | ---- | ---- |
| Miracle                                          | 197 | 158 | 257 | 236 | 317 | 431 | 796 | 938 | 1032 | 787 | 796 | 874 | 1112 | 1116 | 1222 | 1266 |

1. ↑  Een vetgedrukt getal geeft de hoogste notering aan.
2. ↑  2009 was het eerste jaar met een notering voor dit nummer.

## Prijzen
- Rembrandt Award (2009) voor beste filmsong in Bride Flight.